# I'm Not a Robot
I'm Not a Robot este un film serial sud-coreean din anul 2017 produs de postul MBC.

## Distribuție
- Yoo Seung-ho - Kim Min-kyu
- Chae Soo-bin - Jo Ji-ah
- Um Ki-joon - Hong Baek-kyun